# Liste der Bürgermeister der Stadt Nürnberg

Kleines Wappen der Stadt Nürnberg
Großes Wappen der Stadt Nürnberg

Dieser Artikel umfasst die Ersten Bürgermeister und Oberbürgermeister der Stadt Nürnberg seit 1818.

## Geschichte
Das Amt des „Ersten Bürgermeisters“ existiert erst seit 1818. Bis 1806 wurde die Stadt vom sogenannten „Inneren Rat“ beherrscht, dessen Mitglieder aus dem Patriziat gewählt wurden. Nach dem Ende der reichsstädtischen Zeit und dem Übergang Nürnbergs an das von den Wittelsbachern beherrschte, neu gegründete Königreich Bayern, im Jahre 1806, setzte der „Innere Rat“ seine Tätigkeit als „Königlicher Magistrat“ bis November 1808 fort, wenn auch ohne wirkliche Kompetenz.
Das tatsächliche Oberhaupt war seit 1803 der bayerische Militärgouverneur für die fränkischen Bezirke, General Friedrich Karl von Thürheim, beziehungsweise der von ihm eingesetzte königlich Bayerische Polizeidirektor Christian Heinrich Clemens Wurm, der das patrizische Stadtregiment bis 1808 beseitigte. Gemäß dem bayrischen Gemeindeedikt von 1808 wurde 1810, gegen den Widerstand der Patrizier, ein von Handel und Kaufmannschaft geprägter Munizipalrat gewählt. 1811 wurde der neue Rat installiert.
Nach einigen Jahren der gegenseitigen Blockade wurden nach dem Gemeindeedikt von 1818 die Polizeidirektion und der Munizipalrat aufgelöst. An ihre Stelle traten auf städtischer Seite der Magistrat als Verwaltungsbehörde und das Kollegium der Gemeindebevollmächtigten (Stadtrat), auf staatlicher Seite das Stadtkommissariat. Das Amt des Ersten Bürgermeisters wurde ins Leben gerufen.
Ab 1907 wurde statt „Erster Bürgermeister“ die Bezeichnung „Oberbürgermeister“ verwendet.

## Die aktuellen Nürnberger Bürgermeister
| Oberbürgermeister      | Marcus König    | CSU | seit 1. Mai 2020  |
| Zweite Bürgermeisterin | Julia Lehner    | CSU | seit 11. Mai 2020 |
| Dritter Bürgermeister  | Christian Vogel | SPD | seit 11. Mai 2020 |

## Erste Bürgermeister
Angegeben ist vor dem Namen die Amtszeit, nach dem Namen die Lebenszeit:
- 1818–1821: Christian Gottfried Lorsch (1773–1830)
- 1821–1853: Jakob Friedrich Binder (1787–1856)
- 1854–1867: Maximilian von Wächter (1811–1884)
- 1867–1891: Otto Stromer von Reichenbach (1831–1891)
- 1892–1913: Georg von Schuh (1846–1918), Freisinnige Volkspartei

## Oberbürgermeister
- 1913–1919: Otto Geßler (1875–1955), Fortschrittliche Volkspartei
- 1920–1933: Hermann Luppe (1874–1945), DDP, von den Nationalsozialisten 1933 zum Rücktritt gezwungen
- 1933–1945: Willy Liebel (1897–1945), NSDAP
- 1945–1945: Julius Rühm (1882–1960), NSDAP, als Übergang von den Alliierten eingesetzt
- 1945–1945: Martin Treu (1871–1952), SPD, von den Alliierten eingesetzt
- 1945–1948: Hans Ziegler (1877–1957), SPD, bis 1946 zunächst kommissarischer Oberbürgermeister
- 1948–1951: Otto Ziebill (1896–1978), SPD
- 1952–1957: Otto Bärnreuther (1908–1957), SPD
- 1957–1987: Andreas Urschlechter (1919–2011), SPD, ab 1982 parteilos
- 1987–1996: Peter Schönlein (1939–2016), SPD
- 1996–2002: Ludwig Scholz (1937–2005), CSU
- 2002–2020: Ulrich Maly (* 1960), SPD
- seit 2020: Marcus König (* 1980), CSU